# (1232) Cortusa
(1232) Cortusa (przedtem: (1232) 1931 TF2) – planetoida z grupy pasa głównego asteroid okrążająca Słońce w ciągu 5 lat i 259 dni w średniej odległości 3,19 au. Została odkryta 10 października 1931 roku w Landessternwarte Heidelberg-Königstuhl w Heidelbergu przez Karla Reinmutha. 

## Nazwa
Nazwa planetoidy pochodzi od łacińskiej nazwy zarzyczki, rośliny z rodziny pierwiosnkowatych.
Pierwsze litery nazw planetoid od numeru 1227 do 1234 (G.eranium, Scabiosa, Tilia, Riceia, Auricula, Cortusa, Kobresia, Elyna) odnoszą się do niemieckiego astronoma Gustawa Stracke (G. Stracke), który obliczył ich orbity, lecz poprosił, by żadna z planetoid nie była nazwana jego nazwiskiem.